# (4710) Wade
(4710) Wade (1989 AX2) – planetoida z grupy pasa głównego asteroid okrążająca Słońce w ciągu 3,37 lat w średniej odległości 2,25 j.a. Odkryta 4 stycznia 1989 roku.